# Gonzalo Bergessio
Gonzalo Rubén Bergessio, né le 20 juillet 1984 à Córdoba en Argentine est un footballeur international argentin évoluant au poste d'attaquant.

## Biographie

### Ses premiers pas en Argentine
D'origine italienne, Gonzalo fait ses débuts professionnels en deuxième division argentine dans le modeste CA Platense lors de la saison 2001-2002, le club qui a notamment révélé un certain David Trezeguet. Il intègre rapidement le groupe professionnel et fait quelques apparitions prometteuses. Rapidement il s'impose et marque quelques buts important, lui permettant d'attirer l'attention de clubs plus ambitieux, dont certains en Première division. 
Après quatre années au CA Platense, alors qu'il vient de fêter ses 21 ans, et a déjà joué 87 matchs (29 buts), il rejoint l'Instituto de Córdoba, le club de sa ville natale qui vient de monter en première division argentine. Titulaire indiscutable, il inscrit 6 buts en 37 matchs. Ce ne sera malgré tout pas suffisant pour que son club se sauve. Mais il attire l'attention de clubs beaucoup plus huppés.
Lors de l'été 2006, et fort de ce nouveau statut de jeune espoir du football argentin, le Racing Club, véritable institution du football argentin basée à Buenos Aires ouvre ses portes au jeune attaquant de 22 ans. Là, il explose littéralement, devient de plus en plus régulier au fil des matchs et inscrit la bagatelle de 12 buts en 35 matchs.

### Bergessio au Portugal
Le 26 juin 2007, Gonzalo tente sa chance en Europe, en signant pour l'un des plus prestigieux clubs portugais, le Benfica Lisbonne (2,5 millions d'Euros). Il ne disputera que 7 matchs, 3 en Championnat du Portugal dont son premier le 18 août 2007 lors de Leixões - Benfica (1-1) (les deux autres contre le Vitoria Guimarães et Boavista Porto)  et 4 matchs en Ligue des champions, dont le premier, le 14 août 2007 lors du tour préliminaire Benfica - FC Copenhague (2-1), doublé de Rui Costa. Il jouera également le retour contre les Danois et de nouveau l'aller et le retour face au Celtic Glasgow lors de la phase de poules. Il ne trouvera pas le chemin des filets au cours de cette saison avec le club portugais.
Cependant, si cette expérience restera pour lui un véritable échec sur le plan sportif, elle lui aura permis de connaître l'environnement entourant un grand club, et il aura aussi pu côtoyer pendant 6 mois, des joueurs de niveau international tels que les internationaux brésiliens Luisão et David Luiz, son compatriote international argentin Ángel Di María, l'attaquant international paraguayen Óscar Cardozo, l'ailier international uruguayuen Cristian Rodriguez, l'attaquant international portugais Nuno Gomes, ainsi que le légendaire Rui Costa. 

### Le retour victorieux en Argentine
En janvier 2008, il retourne en Argentine et signe en faveur du CA San Lorenzo. S'il a peu joué ces 6 derniers mois, les entraîneurs argentins ne l'ont pas oublié pour autant. Il va alors retrouver alors son efficacité devant les buts. 
Le 8 mai 2008, un fait particulier vient marquer sa carrière,  en huitièmes de finale retour de la Copa Libertadores, alors qu'il affronte la grande équipe argentine de River Plate et que CA San Lorenzo joue à 9 contre 11 et est mené 2-0 à l'extérieur, Gonzalo inscrit 2 buts et permet aux siens d'obtenir une qualification totalement inespérée pour les quarts de finale. Lors des quarts de finale, son club sera éliminé par le club équatorien du LDU Quito. Gonzalo laissera tout de même son empreinte dans cette rencontre en marquant le but du match nul au retour, but permettant à son club d'aller jusqu'aux tirs-au-but. Le LDU Quito remportera cette édition 2008 de la Copa Libertadores. Le 8 juin 2008, lors d'un match du championnat d'Apertura 2008, entre San Lorenzo et Banfield, il marque le premier triplé de sa carrière.
Il marquera 23 buts en 53 matchs en une saison et demie passée à CA San Lorenzo, où il a porté les numéros 32 et 7. Il aura notamment côtoyé de nombreux autres grands joueurs dont les internationaux argentins Diego Placente, Santiago Solari et Andrés D'Alessandro.

### La signature à Saint-Étienne
Reconnu sur le plan national grâce à CA San Lorenzo puis sur le plan international grâce à Alfio Basile puis Diego Maradona qui l'ont appelé en sélection argentine, Gonzalo attire les recruteurs du Vieux Continent. Le 24 août 2009, après s'être notamment avisé des conseils d'un certain Oswaldo Piazza, il s'engage en faveur de l'AS Saint-Étienne où il signe un contrat de 4 ans, le transfert est estimé à 6,5 millions d'euros. Quelques jours plus tard, il sera rejoint par son compatriote Augusto Fernández, prêté un an sans option d'achat par River Plate. Il est le cinquième argentin à porter les couleurs de l'AS Saint-Étienne depuis sa création, après Osvaldo Piazza, Raoul Noguès, Daniel Bilos et Ignacio Piatti. Il portera le numéro 9 et aura la lourde tâche de faire oublier Bafétimbi Gomis parti à l'Olympique lyonnais.
Il joue son premier match en Ligue 1 le 13 septembre 2009 lors de la défaite 1-0 à l'extérieur face au Stade rennais football club, mais ne tarde pas à se distinguer avec son nouveau club. Il marque en effet son premier but le 19 septembre 2009 lors du match nul 1-1 entre les Verts et l'AJ Auxerre au stade Geoffroy-Guichard. Il a été par ailleurs élu « Joueur du mois de Septembre » par Eurosport avec 35 % des voix devant Mamadou Niang (27 %) et Bafétimbi Gomis (19 %). En un mois Gonzalo Bergessio a déjà inscrit 4 buts et fait une passe décisive.
Lors du huitième de finale de Coupe de la Ligue face à l'Olympique de Marseille, il inscrit le second but stéphanois. Malheureusement, les Verts perdront ce match (2-3) grâce à un doublé du Brésilien Brandão et un but de Mamadou Niang. Au 1er mai 2010, il a déjà inscrit 5 buts en Ligue 1, contre l'AJ Auxerre, l'AS Monaco (à l'aller et au retour), Montpellier et Sochaux. Il a également marqué un doublé contre Nice et un but contre l'OM en Coupe de la Ligue, ainsi qu'un but en Coupe de France contre Villefranche-sur-Saône. L'AS Saint-Étienne terminera la saison à la 17e place, échappant de très peu à la relégation. Sous le maillot vert, il fréquentera notamment, outre son compatriote Augusto Fernández, des joueurs tels Jérémie Janot, Mouhamadou Dabo, Pape Diakhaté, Dimitri Payet, Blaise Matuidi, Gelson Fernandes, Emmanuel Rivière, Ilan, ainsi que le capitaine Loïc Perrin.
Pisté par la Fiorentina, CA River Plate ou encore le FC Porto, son entraineur Christophe Galtier, compte absolument sur lui pour la saison 2010-2011 car il sait que Gonzalo a un potentiel qui ne demande qu'à être confirmé.
Lors de son deuxième début de saison sous les couleurs ligériennes, Gonzalo est malheureusement freiné par diverses blessures qui l'empêchent de débuter. Il marque son premier but le 22 septembre 2010 contre l'OGC Nice en Coupe de la Ligue. Au 10 décembre 2010, il n'a toujours pas marqué en Ligue 1. Peu souvent titularisé, l'entraîneur lui préférant généralement le jeune Emmanuel Rivière, pourtant lui aussi, peu en réussite. En décembre 2010, on apprend que les clubs argentins du CA River Plate, le Racing Avellaneda ou encore l'Estudiantes sont intéressés par son rapatriement. Cependant, Gonzalo a fait savoir son envie de rester dans le Forez ou en Europe.
Sa situation personnelle n'évoluant pas, le 31 janvier 2011, les dirigeants stéphanois décident de répondre favorablement à la demande de prêt jusqu'à la fin de la saison et avec option d'achat, émise par le club italien de Catane, dirigé par l'ancien grand milieu défensif argentin, Diego Simeone.
Son bilan en vert jusqu'à janvier 2011 est de 55 matchs toutes compétitions confondues pour 10 buts inscrits.

### L'arrivée à Catane
Il portera de nouveau le numéro 9 en Italie. Il dispute son premier match lors de la 26e journée de Série A face au SSC Naples, qui verra la défaite de Catane 1-0. Il prendra également un carton jaune lors de ce match. Il inscrit son premier but contre le Genoa CFC lors de la 27e journée de Série A. Le 4 avril 2011, il inscrit son second but face à l'US Palerme, son équipe l'emportera 4-0.
Le 19 août 2011, Catane annonce avoir recruté définitivement l'Argentin sans révéler le montant de la transaction. Mais le 22 août, le transfert n'est toujours pas finalisé. Bergessio réclame en effet à l'ASSE une prime de départ de 400 000 euros et ses agents une somme de 100 000 euros pour leur propre compte dans cette transaction.
Il aura tout de même joué 2 matchs de championnat cette saison là avec les Verts avant de rejoindre définitivement Catane.
Il signe finalement à Catane le 29 août 2011.
Après pourtant une assez bonne saison à titre personnelle et malgré plusieurs blessures, Catane est relégué en Série B à l'issue de la saison 2013-2014.
Il est alors transféré à la Sampdoria de Gènes le 1er août 2014. Mais il connaît des difficultés pour s'imposer dans son nouveau club et doit faire face à la concurrence de Stefano Okaka puis à partir du mercato d'hiver de Samuel Eto'o et de Luis Muriel. Il résilie alors son contrat le 3 juin 2015.

### Sélection argentine
Il est appelé une première fois en sélection par Alfio Basile pour les matchs face à l'équipe d'Uruguay et le Chili, matchs des éliminatoires à la Coupe du monde 2010. Il ne jouera pas le premier match mais fera ses grands débuts internationaux face au Chili, le 15 octobre 2008, rentrant à la mi-temps et remplaçant Diego Milito avec le numéro 7. Défaite 1-0. Il a notamment joué aux côtés du capitaine Javier Zanetti, Nicolas Burdisso, Martin Demichelis, Esteban Cambiasso, Gabriel Heinze, Javier Mascherano, Sergio Agüero et Lionel Messi.
Puis Diego Maradona prendra les rênes de la sélection dans le cadre de la phase éliminatoire de la Coupe du monde 2010. Il le sélectionnera une fois pour affronter le Panama en amical le 15 mai 2009, match lors duquel « El Pibe de Oro » ne convoque que des joueurs évoluant en Argentine de manière à laisser au repos les « Européens ». Gonzalo inscrit deux buts pour une victoire finale 3-1 et est élu homme du match. Ce match lui aura notamment permis de jouer aux côtés d'Esteban Fuertes, Juan Sebastián Verón ou encore Martín Palermo.
Le 10 juin 2009, Diego Maradona fera de nouveau appel à lui pour le match des éliminatoires à la Coupe du monde 2010, face à l'équipe d'Équateur. Il rentrera à la 67e minute à la place de Carlos Tévez.
Depuis son arrivée à l'AS Saint-Étienne, Diego Maradona ne l'a plus appelé. La concurrence étant excessivement forte à son poste avec Gonzalo Higuaín, Lionel Messi, Carlos Tévez, Sergio Agüero, Diego Milito ou encore Lisandro López.

## Statistiques en championnat
| Saison                | Club                  | Championnat           | Championnat | Championnat | Championnat | Coupe(s) nationale(s) | Coupe(s) nationale(s) | Coupe(s) nationale(s) | Compétition(s) continentale(s) | Compétition(s) continentale(s) | Compétition(s) continentale(s) | Compétition(s) continentale(s) | Total | Total | Total |
| Saison                | Club                  | Division              | M.          | B.          | P.d.        | M.                    | B.                    | P.d.                  | Comp.                          | M.                             | B.                             | P.d.                           | M.    | B.    | P.d.  |
| 2001-2002             | CA Platense           | Division 3            | 13          | 1           | 0           | 0                     | 0                     | 0                     | -                              | -                              | -                              | -                              | 13    | 1     | 0     |
| 2002-2003             | CA Platense           | Division 3            | 12          | 3           | 0           | 0                     | 0                     | 0                     | -                              | -                              | -                              | -                              | 12    | 3     | 0     |
| 2003-2004             | CA Platense           | Division 3            | 36          | 13          | 0           | 0                     | 0                     | 0                     | -                              | -                              | -                              | -                              | 36    | 13    | 0     |
| 2004-2005             | CA Platense           | Division 3            | 28          | 10          | 0           | 0                     | 0                     | 0                     | -                              | -                              | -                              | -                              | 28    | 10    | 0     |
| Sous-total            | Sous-total            | Sous-total            | 89          | 27          | 0           | 0                     | 0                     | 0                     | -                              | -                              | -                              | -                              | 89    | 27    | 0     |
| 2005-2006             | Instituto Córdoba     | Division 2            | 37          | 6           | 0           | 0                     | 0                     | 0                     | -                              | -                              | -                              | -                              | 37    | 6     | 0     |
| Sous-total            | Sous-total            | Sous-total            | 37          | 6           | 0           | 0                     | 0                     | 0                     | -                              | -                              | -                              | -                              | 37    | 6     | 0     |
| 2006-2007             | Racing Club           | Division 1            | 35          | 12          | 0           | 0                     | 0                     | 0                     | -                              | -                              | -                              | -                              | 35    | 12    | 0     |
| Sous-total            | Sous-total            | Sous-total            | 35          | 12          | 0           | 0                     | 0                     | 0                     | -                              | -                              | -                              | -                              | 35    | 12    | 0     |
| 2007-2008             | Benfica Lisbonne      | Liga Sagres           | 3           | 0           | 0           | 2                     | 0                     | 0                     | C1                             | 4                              | 0                              | 0                              | 9     | 0     | 0     |
| Sous-total            | Sous-total            | Sous-total            | 3           | 0           | 0           | 2                     | 0                     | 0                     | -                              | 4                              | 0                              | 0                              | 9     | 0     | 0     |
| 2007-2008             | San Lorenzo           | Division 1            | 16          | 7           | 0           | 0                     | 0                     | 0                     | -                              | 9                              | 4                              | 0                              | 25    | 11    | 0     |
| 2008-2009             | San Lorenzo           | Division 1            | 33          | 14          | 0           | 2                     | 1                     | 0                     | -                              | 8                              | 1                              | 0                              | 43    | 16    | 0     |
| 2009-2010             | San Lorenzo           | Division 1            | 1           | 1           | 0           | 0                     | 0                     | 0                     | -                              | 1                              | 0                              | 0                              | 2     | 1     | 0     |
| Sous-total            | Sous-total            | Sous-total            | 50          | 22          | 0           | 2                     | 1                     | 0                     | -                              | 18                             | 5                              | 0                              | 70    | 28    | 0     |
| 2009-2010             | AS Saint-Étienne      | Ligue 1               | 31          | 5           | 3           | 4                     | 4                     | 1                     | -                              | -                              | -                              | -                              | 35    | 9     | 4     |
| 2010-2011             | AS Saint-Étienne      | Ligue 1               | 16          | 0           | 0           | 4                     | 1                     | 1                     | -                              | -                              | -                              | -                              | 20    | 1     | 1     |
| 2011-2012             | AS Saint-Étienne      | Ligue 1               | 2           | 0           | 0           | 0                     | 0                     | 0                     | -                              | -                              | -                              | -                              | 2     | 0     | 0     |
| Sous-total            | Sous-total            | Sous-total            | 49          | 5           | 3           | 8                     | 5                     | 2                     | -                              | -                              | -                              | -                              | 57    | 10    | 5     |
| 2010-2011             | Calcio Catane (prêt)  | Serie A               | 13          | 5           | 2           | 0                     | 0                     | 0                     | -                              | -                              | -                              | -                              | 13    | 5     | 2     |
| 2011-2012             | Calcio Catane         | Serie A               | 34          | 7           | 3           | 0                     | 0                     | 0                     | -                              | -                              | -                              | -                              | 34    | 7     | 3     |
| 2012-2013             | Calcio Catane         | Serie A               | 32          | 13          | 4           | 4                     | 2                     | 0                     | -                              | -                              | -                              | -                              | 36    | 15    | 4     |
| 2013-2014             | Calcio Catane         | Serie A               | 30          | 11          | 2           | 0                     | 0                     | 0                     | -                              | -                              | -                              | -                              | 30    | 11    | 2     |
| Sous-total            | Sous-total            | Sous-total            | 109         | 36          | 11          | 4                     | 2                     | 0                     | -                              | -                              | -                              | -                              | 113   | 38    | 11    |
| Total sur la carrière | Total sur la carrière | Total sur la carrière | 370         | 108         | 14          | 16                    | 8                     | 2                     | -                              | 22                             | 5                              | 0                              | 408   | 121   | 16    |

## Palmarès (clubs)
- Avec Benfica
  - 1er match en Championnat du Portugal : Leixões - Benfica (1-1), le 18 août 2007
  - 1er match en Ligue des champions : Benfica - FC Copenhague (2-1), le 14 août 2007

- Avec San Lorenzo
  - 1er match en Championnat d'Argentine : San Lorenzo - Club Atlético San Martín (0-1), le 16 février 2008
  - 1er but en Championnat d'Argentine : Racing Club - San Lorenzo (0-1), le 7 mars 2008
  - Quart de finaliste de la Copa Libertadores 2008 San Lorenzo

- Avec Saint-Étienne
  - 1er match en Ligue 1 : Stade rennais football club - AS Saint-Étienne (1-0), le 13 septembre 2009
  - 1er but en Ligue 1 : AS Saint-Étienne - AJ Auxerre (1-1), le 19 septembre 2009
  - 1er match en Coupe de la Ligue : AS Saint-Étienne - OGC Nice (4-1), le 23 septembre 2009
  - 1er but en Coupe de la Ligue : AS Saint-Étienne - OGC Nice (4-1, un doublé), le 23 septembre 2009
  - 1er match en Coupe de France : Villefranche-sur-Saône - AS Saint-Étienne (2-2), le 3 février 2010
  - 1er but en Coupe de France : Villefranche-sur-Saône - AS Saint-Étienne (2-2), le 3 février 2010

## Palmarès avec l'Argentine
- 1re sélection : Argentine - Chili (0-1), le 15 octobre 2008
- 1er but en sélection : Argentine - Panama (3-1, un doublé), le 20 mai 2009

## Surnoms
En Argentine, Gonzalo a été affublé de nombreux surnoms : "El lavandina" (par rapport à sa couleur de peau très claire), "El toro" (le taureau, par rapport à son style de jeu), "El tanque" (le tank, par rapport à son style de jeu également), "El cordobés" (en référence à sa ville natale, Cordoba), "Gonzalito" (littéralement "Petit Gonzalo" en référence à sa petite taille), "El Verde" (en référence à son passage à St Etienne) et "La fiera" (le féroce, de nouveau par rapport à son style de jeu).